# Mise au tombeau (Gerhard Remisch)
Pour les articles homonymes, voir Mise au tombeau et La Mise au tombeau.
La Mise au tombeau est un vitrail de l'artiste allemand Gerhard Remisch, datant du XVIe siècle et aujourd'hui exposé au Victoria and Albert Museum.

## Description

### Historique
Créé entre 1540 et 1542 par Gerhard Remisch pour l'abbaye de Steinfeld, le vitrail est définitivement retiré du cloître en 1785, à cause de troubles dans la région. Lorsque l'abbaye est dissoute en 1802, il est vendu par un négociant local aux barons Brownlow (en) qui l'exposent en leur demeure d'Ashridge (en). C'est en 1928 qu'Ernest E. Cook l'acquiert pour le Victoria and Albert Museum

### Composition
Joseph d'Arimathie et Nicodème placent le corps sans vie de Jésus-Christ dans son tombeau, après la descente de la croix.
À l'arrière-plan, Jean l'Évangéliste tient les mains de la Vierge Marie en soutien, tandis que Marie Madeleine garde les yeux fermés, peut-être en train de prier. Derrière la scène, la ville que l'on peut apercevoir est sûrement Jérusalem, car Jésus aurait été enterré dans cette cité ou a proximité directe.